# D.M. Clemson (nave da carico 1903)
Il piroscafo D.M. Clemson è stato una nave da carico lunga 143 m con scafo in acciaio che prestò servizio sui Grandi Laghi dalla sua costruzione nel 1903 al suo naufragio il 1º dicembre 1908 sul Lago Superiore. La nave fu avvistata per l'ultima volta attraversare i Soo Locks, Lago Superiore. La nave fu costruita nel 1903 per la Provident Steamship Company. È nota per essere affondata sul Lago Superiore, la notte del 1º dicembre 1908 con tutto l'equipaggio (24 uomini persero la vita). Il relitto della D.M. Clemson è ancora disperso e la causa del suo affondamento rimane tuttora un mistero.

## Possibile causa dell'affondamento
Lo storico e autore Frederick Stonehouse ha discusso della scomparsa della Clemson nel suo libro "Went Missing". Secondo Stonehouse, la Clemson subì alcuni danni strutturali quando colpì il molo di un faro ad Ashtabula, Ohio, il 20 ottobre 1908. L'incidente danneggiò 10 lastre dello scafo e un serbatoio dell'acqua a tribordo. Furono effettuate riparazioni temporanee prima che la Clemson andasse in disarmo per l'inverno del 1908. Un'altra teoria suggerisce che i coperchi di legno del portello della Clemson si fossero guastati causando infiltrazioni d'acqua nella stiva e affondando la nave.

## Conseguenze
Non c'erano sopravvissuti per raccontare cosa fosse successo alla nave. Tuttavia, per settimane detriti e alcuni corpi dei 24 membri dell'equipaggio furono portati a riva tra Crisp Point e Grand Marais. Uno dei corpi rinvenuti era il guardiano della Clemson, Simon Dunn, di Dublino, Irlanda, che fu ritrovato su una spiaggia di Crisp Point. Dunn indossava un giubbotto di salvataggio con sopra scritto D.M. Clemson. Successivamente, pezzi della cabina della nave, 23 dei coperchi dei boccaporti in legno della nave e almeno altri tre corpi furono visti galleggiare più a ovest. Solo un altro corpo venne recuperato e fu identificato come il secondo ufficiale Charles Woods di Marine City, Michigan.
Una seconda nave chiamata D.M. Clemson fu varata nel 1917.